# آن كارتر (اقتصادية)
آن كارتر (بالإنجليزية: Anne P. Carter)‏ هي اقتصادية أمريكية، ولدت في 7 مايو 1925 في نيويورك في الولايات المتحدة.